# Cuadecuc, vampir
Pour plus de détails, voir Fiche technique et Distribution.
Cuadecuc, vampir est un film documentaire espagnol en noir et blanc de Pere Portabella tourné en 1970.
Filmé en parallèle du tournage des Nuits de Dracula (1970) de Jesús Franco, on en reconnait les décors et la plupart des comédiens : notamment, Christopher Lee incarnant le comte Dracula et Herbert Lom, le professeur Van Helsing.

## Analyse
Moins un making-of qu'une relecture abrégée du scénario des Nuits de Dracula, Cuadecuc, vampir offre un aperçu très personnel sur les conditions de tournage du film de Jesús Franco. Alternant les séquences mises en scène par ce dernier, mais filmées sous un angle différent, et les purs moments documentaires sur les coulisses de la production, le film en noir et blanc s'abstient de tout commentaire explicatif. En résulte une atmosphère envoûtante particulièrement originale, faisant de cet essai quasi expérimental, une œuvre assez unique.
La seule séquence non muette du film est la dernière : Christopher Lee, dans sa loge d'acteur, en costumes, lisant à la caméra un passage du roman de Bram Stoker. Le long plan-séquence aboutit à un gros plan sur le visage du comédien qui, interrompant sa lecture et fixant l'objectif, se fige telle une statue vivante.

## Distinctions
Le film a été présenté à la Quinzaine des réalisateurs, en sélection parallèle du festival de Cannes 1971.